# Като Комнинио
Като Комнѝнио или Долно Ку̀манич (на гръцки: Κάτω Κομνήνειο, катаревуса Κάτω Κομνήνειον, Като Комнинион, старо Κάτω Κούμανιτς, Като Команиц) е село в Република Гърция, област Централна Македония, дем Бер.

## География
Селото е разположено на 1 километър западно от демовия център Бер (Верия), в планината Каракамен (Вермио). Селото на практика се е сляло с Бер.

## История
Селото е основано от жители на Комнинио (Куманич).
| Година    | 1913 | 1920 | 1928 | 1940 | 1951 | 1961 | 1971 | 1981 | 1991 | 2001 | 2011 | 2021 |
| --------- | ---- | ---- | ---- | ---- | ---- | ---- | ---- | ---- | ---- | ---- | ---- | ---- |
| Население |      |      |      |      |      |      |      |      | 30   | 33   | 43   | 24   |